# Mausoe
Mausoe ist eine osttimoresische Siedlung im Suco Leolima (Verwaltungsamt Hato-Udo, Gemeinde Ainaro).

## Geographie und Einrichtungen
Mausoe ist ein Dorf an der Südgrenze der Aldeia Goulau, in einer Meereshöhe von 357 m. Durch Mausoe führt eine Straße, vom Siedlungszentrum Hato-Udo bis in den Norden von Goulau, an die Grenze des Sucos Leolima. Südlich befindet sich die Siedlung Suro-Craic, die zu Hato-Udo gehört. Der nächste Ort an der Straße im Norden ist Raibere.
Im Ort Mausoe befindet sich ein Wasserreservoir.